# WASP-142
WASP-142, TOI-578 — двойная звезда в созвездии Гидры на расстоянии приблизительно 2300 световых лет (около 705 парсек) от Солнца. Видимая звёздная величина звезды — +12,3m. Возраст звезды определён как около 2 млрд лет.
Вокруг звезды обращается, как минимум, одна планета.

## Характеристики
Первый компонент (Gaia DR2 5674618444832114304) — жёлто-белая звезда спектрального класса F8. Масса — около 1,27 солнечной, радиус — около 1,77 солнечного, светимость — около 3,26 солнечной. Эффективная температура — около 5953 K.
Второй компонент (Gaia DR2 5674618444832114560). Удалён на 5,11 угловой секунды (в среднем около 3734,9 а.е.).

## Планетная система
В 2016 году группой астрономов, работающих в рамках программы SuperWASP, было объявлено об открытии планеты WASP-142 b.